# Український музичний альянс
Об'єднання підприємств «Український музичний альянс» (ОП «УМА») — недержавне і неприбуткове об'єднанням суб'єктів суміжних прав, створене у вересні 2001.

## Загальна інформація
З 2003 УМА здійснює колективне управління майновими правами виконавців та виробників фонограм (відеограм).
УМА є єдиною в Україні організацією, уповноваженою IFPI присвоювати ISRC-код реєстранта на території України.
Робота організації спрямована на забезпечення дотримання авторського й суміжних прав, отримання правовласниками належної їм винагороди і на розвиток музичної індустрії.
УМА доручено здійснювати колективне управління майновими суміжними правами виробників музичної і відеопродукції:
- Universal Music Group,
- EMI Music International,
- Sony/BMG,
- «Артстарз Студия Союз», «Монолит-АВК», «Диско Интернешнл +», "Музыкальное издательство «Лига прав» та інших російських рекордингових компаній,
- українських виконавців Руслани, Каті Чілі, Олени Вінницької, гуртів «Esthetic Education», «Гайдамаки», «Mad Heads», «Таліта Кум» та багатьох інших.

Відповідно до угод з іншими компаніями у сфері телерадіомовлення УМА управляє правами українських виконавців: Ані Лорак, Ассії Ахат, Гайтани, Росави, гуртів «ВВ», «Океан Ельзи», «Скрябін», «Green Grey», «Друга ріка», Ірини Білик, Вєрки Сердючки та інших (понад 600 договорів з українськими виконавцями).
Об'єктом управління ОП «УМА» є більшість зарубіжного й вітчизняного репертуару, що транслюється в ефірі радіостанцій, телеканалів, використовується з комерційною метою.

## Історія
7 жовтня 2003 Державний департамент інтелектуальної власності Міністерства освіти і науки України надав УМА статус уповноваженої організації колективного управління щодо публічного використання опублікованих з комерційною метою фонограм (відеограм) і зафіксованих у них виконань згідно зі статтею 43 Закону України «Про авторське право і суміжні права».
20 грудня 2007 Державний департамент інтелектуальної власності Міністерства освіти і науки України надав УМА статус уповноваженої організації колективного управління щодо збору й розподілу винагороди «за приватну копію» згідно зі статтею 42 Закону України «Про авторське право і суміжні права».

## Члени УМА
1. Ukrainian Records
2. Comp Music Limited
3. Music Factory
4. Winner Records

## Виноски
1. ↑  http://www.uma.in.ua/files/UMA_svidotstvo.jpg%5Bнедоступне+посилання+з+липня+2019%5D